# Novi Marof
Novi Marof è una città della Croazia, secondo il censimento del 2001 il suo centro conta 1 981 abitanti (13.857 in tutto il comune), è posta a 66 km a nord della capitale Zagabria e a 18,5 km da Varaždin, capoluogo della Regione omonima, è situata vicino al fiume Bednja affluente della Drava.